# Tal·lo
Segons la mitologia grega, Tal·lo (en grec antic: Θαλλώ 'brotar') va ser una de les Hores segons els atenesos. Li correspon l'estació en què brollen les plantes.
Era la divinitat de la primavera i s'encarregava de fer florir les plantes i les flors. Sovint era adorada com una protectora de la joventut. Cada any, en aquella estació, acompanyava a la deessa Persèfone en el seu ascens des de l'Hades.